# PricewaterhouseCoopers
PricewaterhouseCoopers (PwC) (укр. ПрайсвотерхаусКуперс) — міжнародна мережа компаній, що пропонує професійні послуги у сфері менеджмент-консалтингу та аудиту. Під «PricewaterhouseCoopers» слід розуміти компанії, що входять до глобальної мережі компаній PricewaterhouseCoopers International Limited, кожна з яких є самостійною юридичною особою. Компанія існує більш ніж 160 років та входить до «великої четвірки» аудиторських компаній. Штаб-квартира мережі базується в Лондоні. 

## В Україні
В Україні компанія діє з 1993 року. Офіси фірми знаходяться в Києві, Львові та Дніпрі, в яких працюють понад 400 осіб. PwC Україна входить до PwC у Центральній та Східній Європі (англ. PwC CEE)
PwC Україна допомагає організаціям і приватним особам досягати поставлених цілей. Мережа фірм PwC, до якої входить PwC Україна, працює в 157 країнах, де близько 223 000 фахівців надають аудиторські, податкові, юридичні та консалтингові послуги найвищої якості. Роботу експертів PwC в Україні спрямовано на надання конструктивних і дієвих консультацій: узагальнюючи світовий і український досвід, надання практичних рекомендацій для бізнесу.
7 березня 2022 року, після повномасштабного вторгнення РФ до України, в компанії заявили, що “за цих обставин [компанія] не повинна мати члена в Росії, і, отже, PwC Russia вийде з мережі.” 29 квітня компанія PwC Russia оголосила про вихід із мережі.
5 липня 2022 року в PwC Ukraine оголосили про вихід компанії з РФ, а члени PwC за межами Росії, за власними твердженнями, припили співпрацю з російськими компаніями, що підпадали під санкції, було оголошено про припинення роботи в Білорусі.
Підрозділи PwC у Росії та Білорусі змінили назву й продовжили роботу.